# García de Hevia
García de Hevia é um município da Venezuela localizado no estado de Táchira.
A capital do município é a cidade de La Fria.